# Peñalén
Peñalén település Spanyolországban, Guadalajara tartományban. Peñalén Baños de Tajo, Taravilla, Poveda de la Sierra, Beteta, Valsalobre, Villanueva de Alcorón, Zaorejas és Fuembellida községekkel határos. Lakosainak száma 75 fő (2024).

## Népesség
A település népessége az utóbbi években az alábbiak szerint változott:
| Lakosok száma | 137  | 126  | 108  | 103  | 100  | 87   | 75   | 73   | 75   | 75   |
|               | 2001 | 2004 | 2006 | 2009 | 2011 | 2014 | 2016 | 2019 | 2021 | 2024 |